# Oroscopa abluta
Oroscopa abluta là một loài bướm đêm trong họ Erebidae.